# Opérations militaires soviétiques pendant la Seconde Guerre mondiale

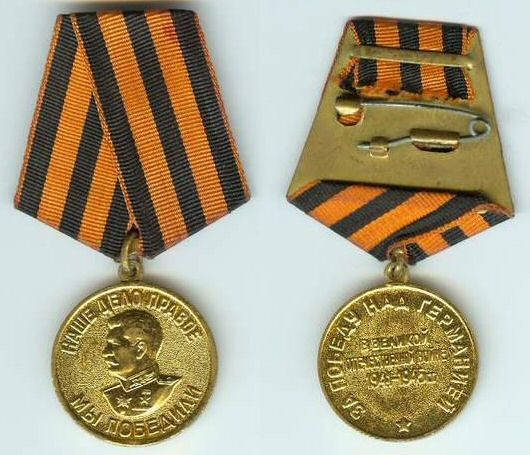
Médaille pour la victoire sur l'Allemagne dans la Grande Guerre patriotique de 1941-1945. Avers : portrait de Staline avec les mentions Наше дело правое (« Notre cause est juste ») et Мы победили (« Nous avons vaincu »). Verso : За победу над Германией (« Pour la victoire sur l'Allemagne ») et au centre в Великой Отечественной войне 1941—1945 гг. (« dans la Grande Guerre patriotique de 1941-1945 »). 14.9 millions de Soviétiques ont reçu cette décoration.

Les opérations militaires soviétiques pendant la Seconde Guerre mondiale ont été menées par l'Armée rouge, c'est-à-dire les forces armées de l'Union des républiques socialistes soviétiques, pendant la Seconde Guerre mondiale. Les noms ci-dessous sont ceux de l'historiographie soviétique puis russe, souvent différents des noms données par les Allemands et par les autres auteurs occidentaux.

## Conflits soviéto-japonais
Les forces militaires de l'Union soviétique et de l'empire du Japon se sont affrontées lors de « conflits militaires » (en russe : военным конфликтом), appelés aussi les conflits frontaliers soviéto-japonais, de juillet à août 1938, puis de mai à septembre 1939, avec notamment :
- la bataille du lac Khassan, du 29 juillet au 11 août 1938 ;
- la bataille de Khalkhin Gol, du 11 mai au 16 septembre 1939.

Un cessez-le-feu est établi le 15 septembre 1939, puis le pacte de neutralité soviéto-japonais est signé le 13 avril 1941 à Moscou et restera en vigueur jusqu'au 8 août 1945.

## Annexions au début de la guerre

Le partage de l'Europe orientale en 1939-1940, selon le pacte germano-soviétique.

Jusqu'au 22 juin 1941, l'Union soviétique qui avait a signé le pacte de non-agression germano-soviétique (le 23 août 1939 à Moscou), s'est livrée à une série d'opérations militaires en Europe orientale :
- contre la Pologne, la « campagne de libération » (освободительный поход), du 17 au 29 septembre 1939, permettant l'annexion de la partie orientale de la Pologne, intégrée aux RSS de Biélorussie et d'Ukraine ;
- contre la Finlande, la guerre soviéto-finlandaise (Советско-финская война), du 30 novembre 1939 au 13 mars 1940, se terminant par le traité de Moscou et la formation de la RSS carélo-finnoise ;
- contre l'Estonie, la Lettonie et la Lituanie, l'« adhésion des États baltes à l'URSS » (Присоединение Прибалтики к СССР) du 16 au 17 juin 1940, avec création des RSS d'Estonie, de Lettonie et de Lituanie ;
- contre la Roumanie, l'« adhésion de la Bessarabie et du Nord de la Bucovine à l'URSS » (Присоединение Бессарабии и Северной Буковины к СССР), du 28 juin au 4 juillet 1940, avec formation de la RSS moldave et agrandissement de celle d'Ukraine.

Après l'été 1941, l'historiographie soviétique et pro-soviétique ont décrit cette phase comme une « neutralité défensive armée » de l'Union soviétique « cherchant à assurer sa sécurité et à gagner du temps » avant une attaque nazie « prévisible et prévue », mais sur le moment, l'Union soviétique s'est bel et bien officiellement considérée en guerre contre les pays qu'elle a attaqués, comme en témoigne l'incident de l'Orzeł.

## Grande Guerre patriotique
Le 22 juin 1941, l'Allemagne, le royaume d'Italie et le royaume de Roumanie déclarent la guerre à l'Union soviétique, suivis les 25 juin et 27 juin par la Finlande (la guerre de Continuation est appelée en Russie la « guerre soviéto-finlandaise » Советско-финская война) et la Hongrie. Cela place l'Union soviétique parmi les nations alliées, la faisant ainsi entrer dans la « Grande Guerre patriotique » (Великая Отечественная война), mieux connue ailleurs sous le nom de front de l'Est de la Seconde Guerre mondiale, qui se termine le 9 mai 1945 par la capitulation allemande (même si l'offensive de Prague se poursuit jusqu'au 11 mai). L'URSS bénéficie du soutien du Royaume-Uni, des États-Unis (programme du prêt-bail), de la République populaire mongole (les cavaliers de l'Armée populaire révolutionnaire mongole), du Comité polonais de libération nationale (les unités de l'Armée polonaise de l'Est), des deux divisions roumaines alliées (« Horia-Closca-Crisan » et « Tudor Vladimirescu ») et de la France libre (l'escadrille Normandie-Niémen), tandis que se déroule l'opération iranienne (Иранская операция) du 25 août au 17 septembre 1941.
En 1944, alors que l'Armée rouge victorieuse avance vers l'ouest, la Roumanie bascule à son tour du côté des nations alliées le 23 août 1944, suivie par la Bulgarie le 12 septembre 1944 et par la Finlande le 19 septembre 1944. La Hongrie, en revanche, continue la lutte au côté de l'Allemagne jusqu'à l'armistice du 20 janvier 1945.
L'historiographie soviétique puis russe subdivisent la « Grande Guerre patriotique » en trois périodes chronologiques :
- d'abord du 22 juin 1941 (début de l'opération Barbarossa) au 18 novembre 1942, correspondant à l'invasion allemande, marquée par de vastes batailles d'encerclement, la capture de quatre millions de soldats soviétiques et l'occupation allemande de 40 % de la Russie d'Europe ;
- ensuite du 19 novembre 1942 (début de l'opération Uranus) au 31 décembre 1943 (traversée du Dniepr), le tournant de la guerre, l'Armée rouge reprenant difficilement l'initiative ;
- enfin du 1er janvier 1944 (fin du siège de Léningrad le 27) au 9 mai 1945 (capitulation allemande), l'Armée rouge lance une série d'opérations en profondeur, beaucoup plus ambitieuses, se terminant par la destruction des forces armées allemandes.

Les différentes opérations sont hiérarchisées, les « opérations stratégiques » (Стратегические операц) se décomposant en opérations (операция plus modestes, communément appelées à l'Ouest des batailles) ; les noms indiquent s'il s'agit, du point de vue soviétique, d'opérations défensives (оборонительная) ou offensives (наступательная), portant le plus souvent les noms des deux principaux objectifs (le plus souvent deux villes).

### Invasion allemande
La première période de la Grande Guerre patriotique va du 22 juin 1941 au 18 novembre 1942.

#### Campagne d'été-automne 1941

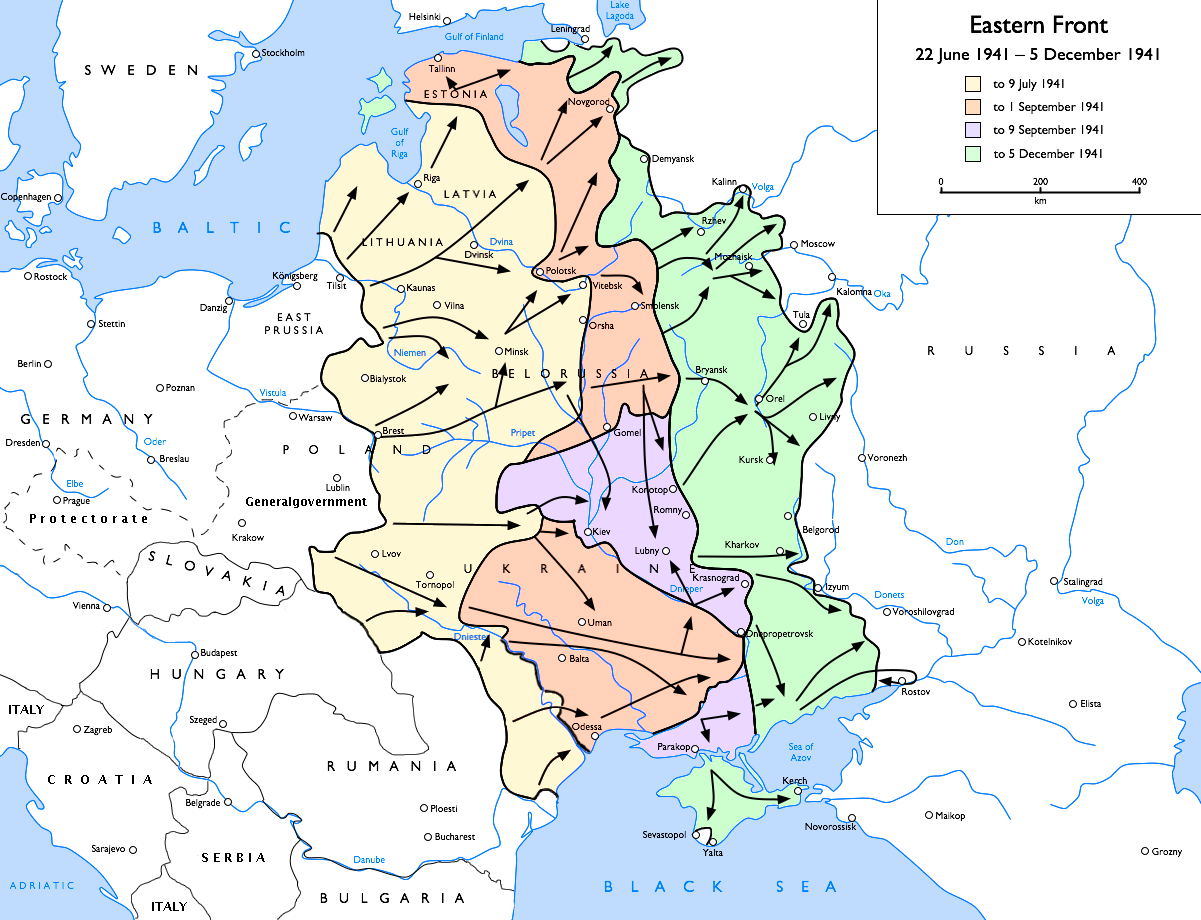
Les offensives allemandes de juin à novembre 1941.

La campagne de l'été et de l'automne 1941 commence le 22 juin (déclenchement de l'opération Barbarossa) et se termine au 4 décembre (veille du déclenchement de la contre-offensive soviétique devant Moscou). Elle comprend les opérations suivantes :
- opération défensive en Lituanie et Lettonie (Оборонительная операция в Литве и Латвии), du 22 juin au 9 juillet 1941 :
  - défense de la frontière balte, du 22 au 24 juin ;
  - bataille de Raseiniai, du 23 au 27 juin ;
  - contre-attaque vers Šiauliai, du 24 au 26 juin ;
  - siège de Hanko, du 22 juin au 2 décembre ;
- opération défensive en Biélorussie (Оборонительная операция в Белоруссии), du 22 juin au 9 juillet 1941 :
  - défense de la frontière biélorusse, du 22 au 25 juin ;
  - défense de la forteresse de Brest, du 22 juin au 20 juillet ;
  - contre-attaque de Borisov-Lepel, du 6 au 9 juillet ;
- opération défensive dans l'Ouest de l'Ukraine[n 3], du 22 juin au 6 juillet 1941 :
  - défense de la frontière ukrainienne, du 22 au 27 juin ;
  - défense de Lvov-Lutsk, du 27 juin au 2 juillet ;
  - défense de Stanislav-Proskurov, du 3 au 6 juillet ;
- opérations défensives dans les régions polaires et en Carélie, du 29 juin au 10 juillet 1941 :
  - défense de Mourmansk et de Kandalakcha, du 29 juin au 19 septembre ;
  - défense de Vyborg-Kexholm, du 29 juin au 23 septembre ;
  - défense de Petrozavodsk, Oukhta, etc., du 1er juillet au 10 octobre ;
- opération défensive de Kiev, du 7 juillet au 26 septembre 1941 :
  - défense de Korosten, du 11 juillet au 20 août ;
  - défense de la périphérie de Kiev, du 11 juillet au 20 août ;
  - défense d'Ouman, du 15 juillet au 4 août ;
  - défense de Kiev-Priluki, du 20 août au 26 septembre ;
- opération défensive de Léningrad, du 7 juillet au 30 septembre 1941 :
  - défense de Tallinn[n 4], du 10 juillet au 10 août ;
  - défense de Kingissepp-Louga, du 10 juillet au 23 septembre ;
  - contre-attaques de Soltsy, Porkhov et Novorjev, du 15 au 20 juillet ;
  - contre-attaques autour de Staraïa Roussa, du 8 au 23 août ;
  - défense de Demiansk, du 6 au 26 septembre ;
- défense d'Odessa, du 5 août au 16 octobre 1941 ;
- entrée des troupes en Iran (Ввод войск в Иран), du 23 août au 18 septembre 1941 ;
- bataille de Smolensk, du 10 juillet au 10 septembre 1941 :
  - défense de Smolensk, du 10 juillet au 10 août ;
  - contre-attaque de Rogatchev-Jlobine, du 13 au 24 juillet ;
  - défense de Gomel-Troubtchevsk, du 24 juillet au 30 août ;
  - offensive de Smolensk, du 11 août au 10 septembre ;
  - offensive d'Ielnia, du 30 août au 8 septembre ;
- opération défensive Donbass-Rostov, du 29 septembre au 16 novembre 1941 :
  - défense du Donbass, du 29 septembre au 4 novembre ;
  - opération défensive Sumsko-Kharkov, du 1er au 29 octobre
  - défense de Rostov, du 5 au 16 novembre ;
- défense de la Crimée, du 18 octobre au 16 novembre 1941 :
  - défense de Sébastopol, du 30 octobre 1941 au 4 juillet 1942[4] ;
- opération défensive de Moscou (Московская оборонительная операция), du 30 septembre au 5 décembre 1941 :
  - défense d'Orel-Briansk, du 30 septembre au 23 octobre ;
  - défense de Viazma, du 2 au 13 octobre ;
  - défense de Mojaïsk-Maloïaroslavets, du 10 au 30 octobre ;
  - défense de Kalinine, du 10 octobre au 4 décembre ;
  - défense de Toula, du 24 octobre au 5 décembre ;
  - défense de Kline-Solnetchnogorsk, du 15 novembre au 5 décembre ;
  - défense de Naro-Fominsk, du 1er au 5 décembre ;
- opération offensive de Tikhvine, du 10 novembre au 30 décembre 1941 :
  - offensive Tikhvine-Kirishsk, du 12 novembre au 30 décembre ;
  - offensive Malo-Vishersk, du 10 novembre au 30 décembre ;
- opération offensive de Rostov, du 17 novembre au 2 décembre 1941 :
  - offensive de Bolshekrepinsk, du 17 au 23 novembre ;
  - offensive contre Rostov, du 27 novembre au 2 décembre[5].

#### Campagne d'hiver 1941-1942

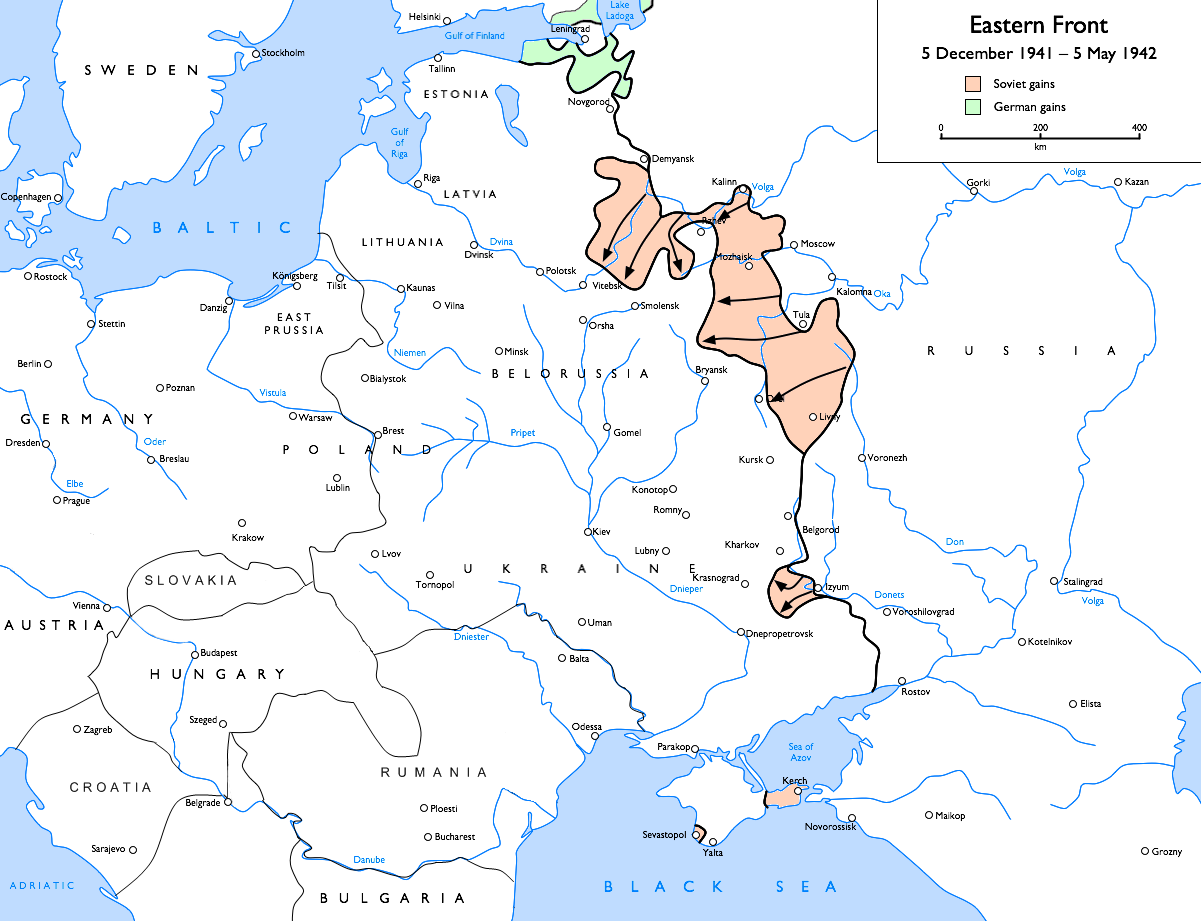
Les contre-offensives d'hiver soviétiques, de décembre 1941 à mai 1942.

La campagne de l'hiver 1941-1942 commence au 5 décembre 1941 (déclenchement de la contre-offensive soviétique devant Moscou) et se termine le 30 avril 1942. Elle comprend les opérations suivantes :
- opération offensive de Moscou, du 5 décembre 1941 au 7 janvier 1942 :
  - offensive de Kalinine, du 5 décembre au 7 janvier ;
  - offensive de Kline-Solnetchnogorsk, du 6 au 25 décembre ;
  - offensive d'Ielnia, du 6 au 16 décembre ;
  - offensive de Toula, du 6 au 16 décembre ;
  - offensive de Kalouga, du 17 décembre au 5 janvier ;
  - offensive de Naro-Fominsk, du 24 décembre au 8 janvier ;
- opération amphibie Kertch-Théodosie, du 25 décembre 1941 au 2 janvier 1942 :
  - débarquement de Kertch, du 25 décembre au 2 janvier ;
  - débarquement de Théodosie, du 25 décembre au 2 janvier ;
- offensive de Liouban, du 7 janvier 1941 au 30 avril 1942 ;
- opération offensive Rjev-Viazma, du 8 janvier au 20 avril 1942 :
  - offensive Sytchiovka-Viazma, du 8 janvier au 28 février ;
  - offensive Mojaïsk-Viazma, du 10 janvier au 28 février ;
  - Toropets-Kholm, du 9 janvier au 6 février ;
  - opération aéroportée de Viazma, du 18 janvier au 28 février ;
  - offensive de Rjev, du 3 mars au 20 avril ;
- offensive de Demiansk, du 7 janvier au 20 mai 1942 ;
- offensive de Barvenkovo-Lozovskaya, du 18 au 31 janvier 1942[5].

#### Campagne d'été-automne 1942

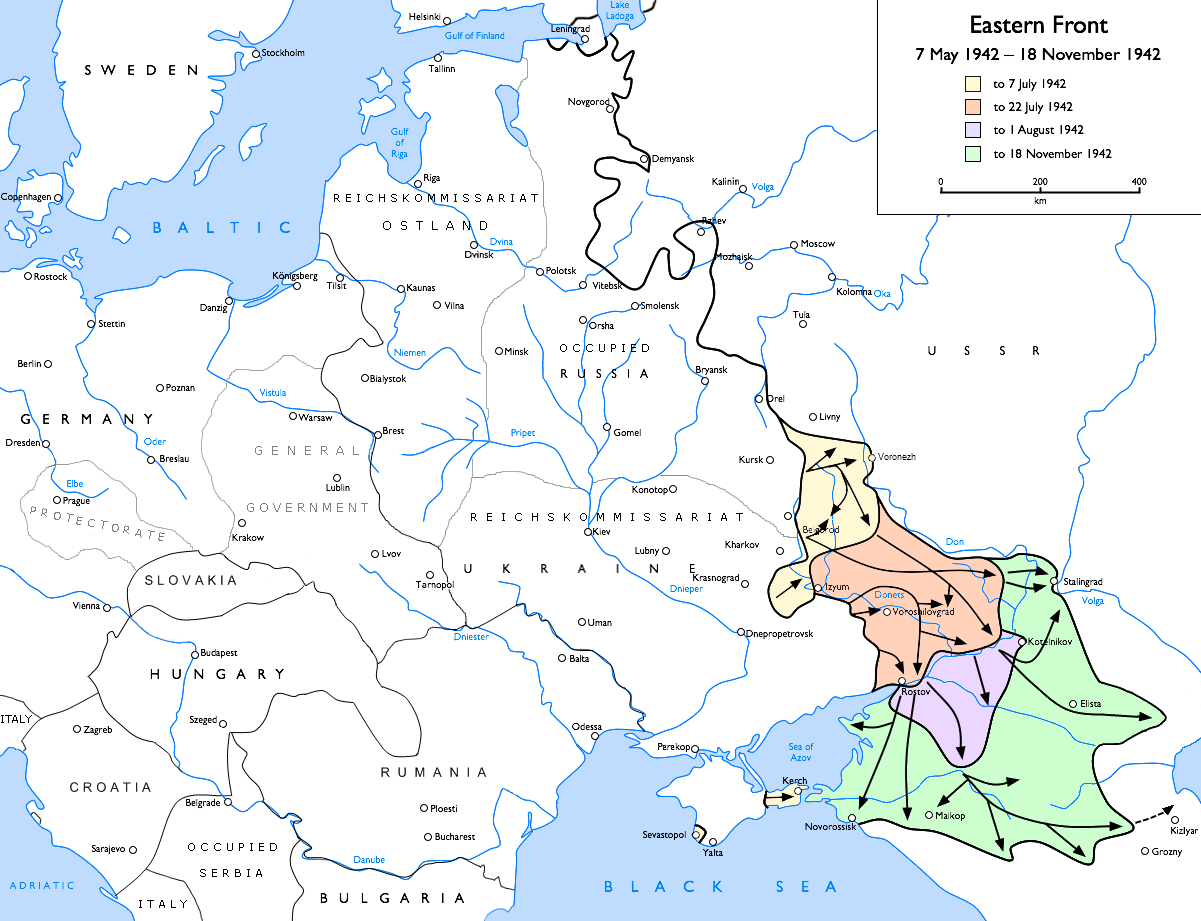
Les offensives d'été allemandes de mai à novembre 1942.

La campagne de l'été et de l'automne 1942 commence le 1er mai et se termine au 18 novembre 1942 (veille du déclenchement de l'opération Uranus). Elle comprend les opérations suivantes :
- opération offensive de Kharkov, du 12 au 29 mai 1942 ;
- défense de Kertch, du 8 au 20 mai 1942 ;
- défense de Voronej-Vorochilovgrad (première bataille de Voronej, au sein de l'opération Fall Blau I), du 28 juin au 24 juillet 1942 :
  - défense de Kastornoye (en), du 28 juin au 24 juillet ;
  - défense de Valpuïsko-Rossochanskaïa, du 28 juin au 24 juillet ;
  - défense de Vorochilovgrad-Chakhty, du 7 au 24 juillet ;
- défense de Rostov, du 19 au 24 juillet 1942 ;
- défense de Stalingrad, du 17 juillet au 18 novembre 1942 :
  - bataille défensive sur les approches lointaines (dans la boucle du Don), du 17 juillet au 17 août ;
  - bataille défensive aux abords et dans Stalingrad, du 19 août au 18 novembre ;
- offensive Rjev-Sytchiovka, du 30 juillet au 23 août 1942 ;
- défense du Caucase du Nord, du 25 juillet au 31 décembre 1942 :
  - défense de Tikhoretsk-Stavropol, du 25 juillet au 5 août ;
  - défense d'Armavir-Maïkop, du 6 au 17 août ;
  - défense de Novorossiïsk, du 19 août au 26 septembre ;
  - défense de Mozdok-Maglobekskaïa, du 1er au 28 septembre ;
  - défense de Touapsé, du 25 septembre au 20 décembre ;
  - défense de Naltchik-Ordjonikidzé, du 25 octobre au 12 novembre[6] ;
- opération Siniavino, du 19 août au 10 octobre 1942.

### Reprise de l'initiative
La deuxième période de la Grande Guerre patriotique va du 19 novembre 1942 au 31 décembre 1943.

#### Campagne d'hiver 1942-1943

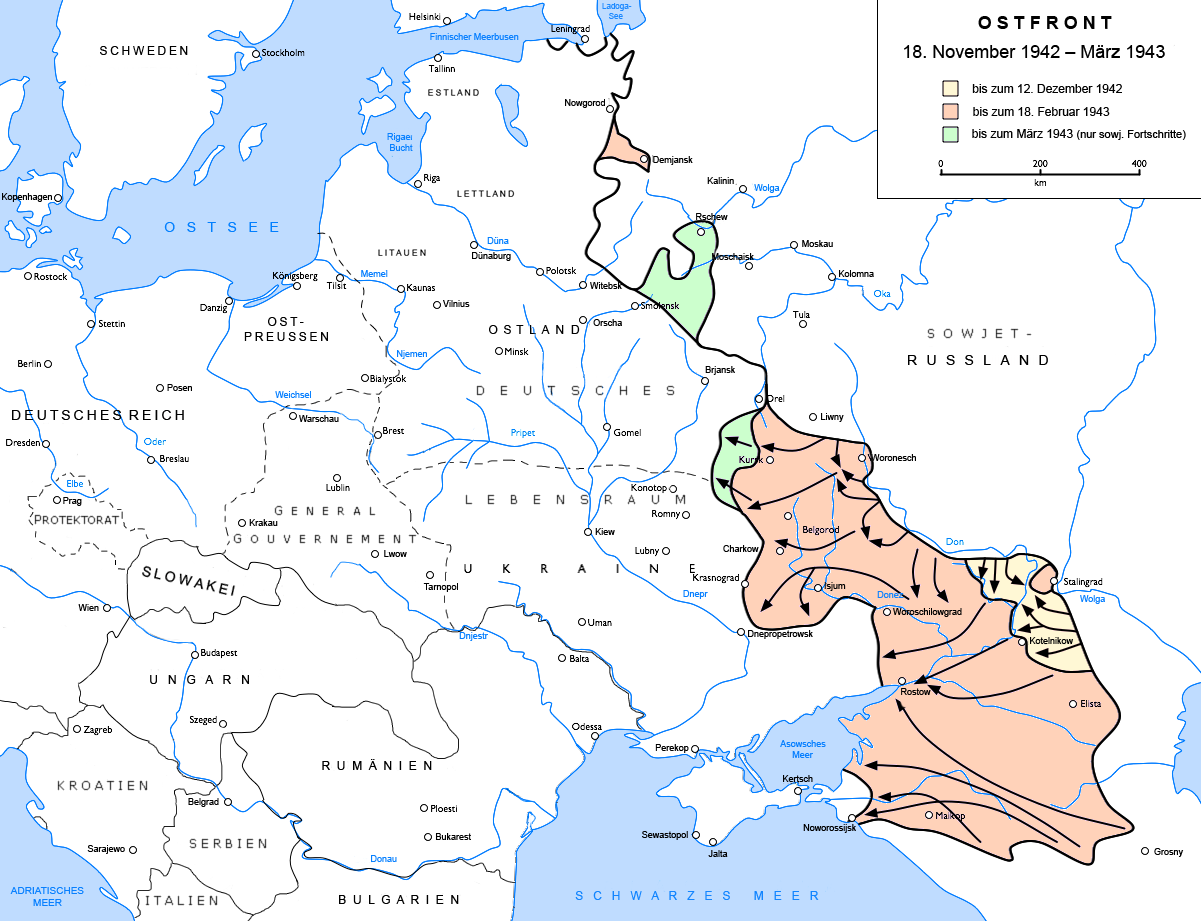
Les contre-offensives d'hiver soviétiques de novembre 1942 à mars 1943.

La campagne de l'hiver 1942-1943 commence le 19 novembre 1942 et se termine le 3 mars 1943. Elle comprend les opérations suivantes :
- offensive de Stalingrad, du 19 novembre 1942 au 2 février 1943 :
  - opération « Uranus » (Операция «Уран»), du 19 au 30 novembre ;
  - offensive de Kotelnikovo (contre-offensive face à l'opération Wintergewitter), du 12 au 30 décembre ;
  - offensive du moyen-Don, alias opération « Petite Saturne » (Операция «Малый Сатурн»)[n 5], du 16 au 30 décembre ;
  - opération « Anneau » (Операция «Кольцо»), du 10 janvier au 2 février ;
- offensive Rjev-Viazma, alias « opération Mars » (операция «Марс»), du 20 novembre au 20 décembre 1942 ;
  - offensive Rjev-Sytchiovka, du 25 novembre au 20 décembre ;
  - offensive de Velikié Louki, du 20 novembre au 11 décembre ;
- offensive du Caucase du Nord, alias opération « Don » (операция «Дон»)[n 6], du 1er janvier au 4 février 1943 ;
  - offensive de Salsk, du 1er janvier au 4 février ;
  - offensive de Mozdok-Stavropol, du 1er au 24 janvier ;
  - offensive Novorossiïsk-Maïkop, du 11 janvier au 4 février ;
  - offensive de Tikhoretsk-Ieïsk, du 24 janvier au 4 février ;
- offensive de Krasnodar, du 9 février au 16 mars 1943 ;
- percée du blocus de Léningrad, du 12 au 30 janvier :
  - opération « Étincelle » (операция «Искра»), du 12 au 30 janvier ;
- offensive Voronej-Kharkov, du 13 janvier au 3 mars 1943 ;
  - offensive Ostrogojsk-Rossoch, du 13 au 27 janvier ;
  - offensive Voronej-Kastornoye, du 24 janvier au 17 février ;
  - offensive de Vorochilovgrad, alias opération « Gallop » (операция «Скачок»), du 29 janvier au 18 février 1943
  - offensive de Kharkov, alias opération « Étoile » (операция «Звезда»), du 2 au 23 février ;
- offensive de Demiansk, alias opération « Étoile polaire » (операция «Полярная звезда»)[n 7], du 15 au 28 février 1943 ;
- défense de Kharkov, du 4 au 25 mars 1943[7].

#### Campagne d'été-automne 1943

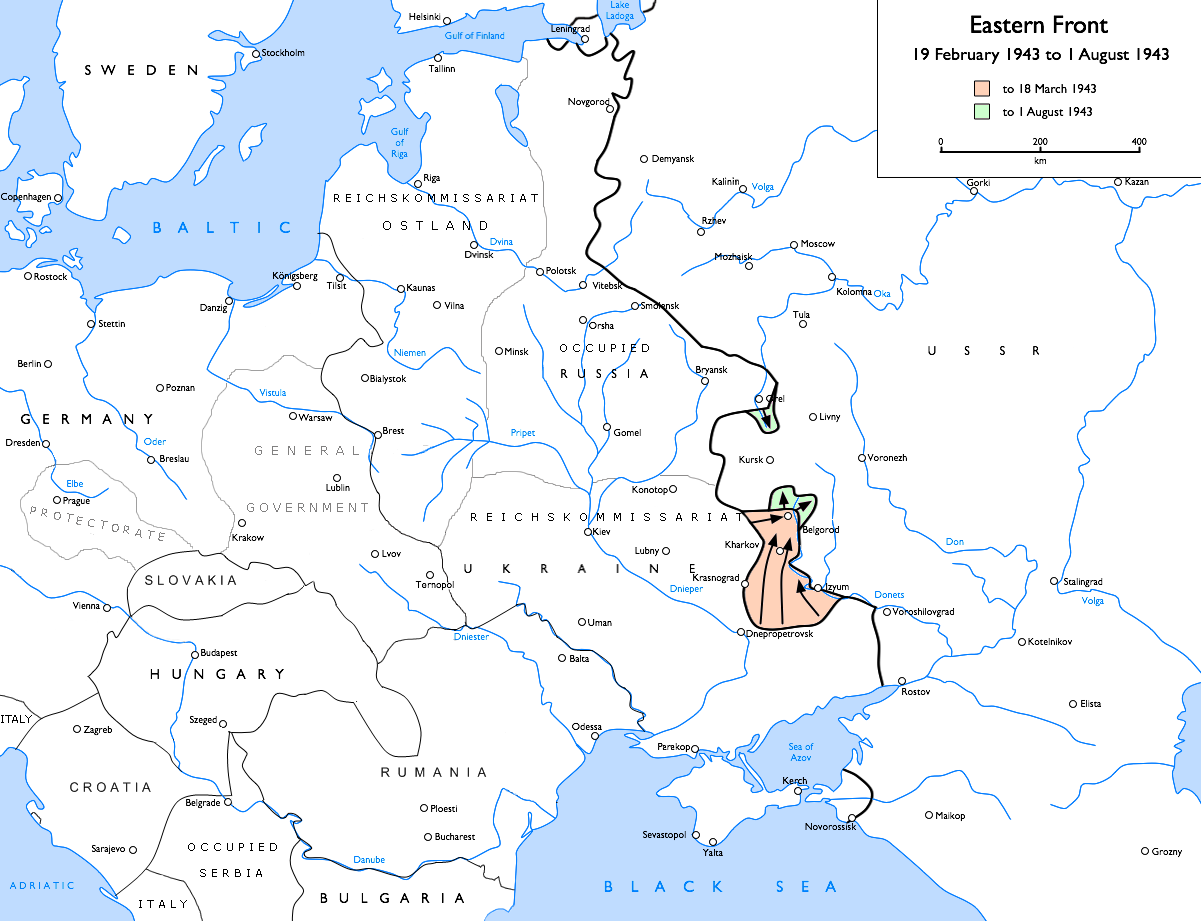
Les offensives d'été allemandes de 1943.

La campagne de l'été et de l'automne 1943 commence le 1er juillet et se termine au 31 décembre 1943. Elle comprend les opérations suivantes :
- défense de Koursk, du 5 au 23 juillet 1943 :
  - défensive sur la direction Orel-Koursk, du 5 au 11 juillet ;
  - défensive dans la direction Belgorod-Koursk[n 8], du 5 au 23 juillet ;
- offensive d'Orel, alias opération « Koutouzov » (операция «Кутузов»), du 12 juillet au 18 août 1943 :
  - offensive Bolkhovsko-Orel, du 12 juillet au 18 août 1943 :
  - offensive de Kromsko-Orlovskaya, du 15 juillet au 18 août 1943 :
- offensive Belgorod-Kharkov, alias opération « Roumiantsev » (операция «Румянцев»), du 3 au 23 août 1943 :
  - offensive Belgorod-Bogodukhov, du 3 au 23 août 1943 ;
  - offensive Belgorod-Kharkov, du 3 au 23 août 1943 ;
- offensive de Smolensk, alias opération « Souvorov » (операция «Суворов»), du 7 août au 2 octobre 1943 :
  - offensive de Spas-Demensk, du 7 au 20 août ;
  - offensive de Ielnia-Dorogobouj, du 28 août au 6 septembre ;
  - offensive de Smolensk-Roslavl, du 15 septembre au 2 octobre ;
  - offensive de Doukhovchtchina-Demidov, du 14 septembre au 2 octobre ;
- offensive biélorusse, d'octobre à décembre 1943[8] :
  - offensive d'Orcha[n 9], du 12 octobre au 19 novembre ;
  - offensive de Gomel-Retchitsa[n 10], du 11 octobre au 30 novembre ;
  - offensive de Gorodok[n 11], du 13 au 31 décembre ;
- offensive du Donbass, du 13 août au 22 septembre 1943 :
  - offensive de Barvenkovsko-Pavlograd, du 13 août au 22 septembre ;
  - offensive du Mious-Marioupol, du 18 août au 22 septembre ;
- offensive de Tchernigov-Poltava, du 26 août au 30 septembre 1943 :
  - offensive de Tchernigov-Prypiat, du 26 août au 30 septembre ;
  - offensive de Soumy-Prilouki, du 26 août au 30 septembre ;
  - offensive de Poltava-Krementchouk, du 26 août au 30 septembre ;
- offensive de Novorossiïsk-Taman, du 10 septembre au 9 octobre 1943 :
  - débarquement de Novorossiïsk, du 10 au 16 septembre ;
  - offensive de Taman, du 10 septembre au 9 octobre ;
- offensive du Dniepr inférieur, du 26 septembre au 20 décembre 1943 :
  - offensive de Melitopol, du 26 septembre au 5 novembre ;
  - offensive de Zaporijjia, du 10 au 14 octobre ;
  - offensive de Pyatikhatki, du 15 octobre au 20 décembre ;
  - offensive de Znamianka, du 22 octobre au 5 novembre ;
  - offensive de Dnipropetrovsk, du 23 octobre au 20 décembre ;
- Kiev, du 3 novembre au 20 décembre 1943 :
  - offensive, du 3 au 13 novembre ;
  - défense, du 13 novembre au 20 décembre[9].

### Plan incliné de la victoire
La troisième et dernière période de la Grande Guerre patriotique va du 1er janvier 1944 au 9 mai 1945.

#### Campagne d'hiver-printemps 1944
La campagne de l'hiver et du printemps de 1944 commence par convention le 1er janvier et se termine le 31 mai 1944. Elle comprend les opérations suivantes :
- offensive Dniepr-Carpates, du 24 décembre 1943 au 14 avril 1944 :
  - offensive de Jytomyr-Berditchev, du 24 décembre au 14 janvier ;
  - offensive de Kirovograd, du 5 au 16 janvier ;
  - offensive de Korsoun-Chevtchenkovski[n 12], du 24 janvier au 17 février ;
  - offensive de Rovno-Loutsk, du 27 janvier au 11 février ;
  - offensive de Nikopol-Krivoï Rog, du 30 janvier au 29 février ;
  - offensive Proskourov-Tchernovtsy[n 13], du 4 mars au 17 avril ;
  - offensive d'Ouman-Botoșani, du 5 mars au 17 avril ;
  - offensive de Bereznehouvate-Snigirevka, du 6 au 18 mars ;
  - offensive de Polesskoie, du 15 mars au 5 avril ;
  - offensive d'Odessa, du 26 mars au 14 avril ;
  - première offensive de Iassy-Kishinev[n 14], du 8 avril au 6 juin[8] ;
- offensive Léningrad-Novgorod, du 14 janvier au 1er mars 1944 :
  - offensive Krasnoïe Selo-Ropcha, du 14 au 30 janvier ;
  - offensive Novgorod-Louga, du 14 janvier au 15 février ;
  - offensive de Kingissepp-Gdov[n 15], du 1er février au 1er mars ;
  - offensive Staraïa Roussa-Novorjev, du 18 février au 1er mars ;
- offensive de Rogatchev-Jlobine, du 21 au 26 février ;
- offensive de Crimée, du 8 avril au 12 mai 1944 :
  - offensive Perekop-Sébastopol, du 8 avril au 12 mai ;
  - offensive de Kertch-Sébastopol, du 11 avril au 12 mai[10].

#### Campagne été-automne 1944

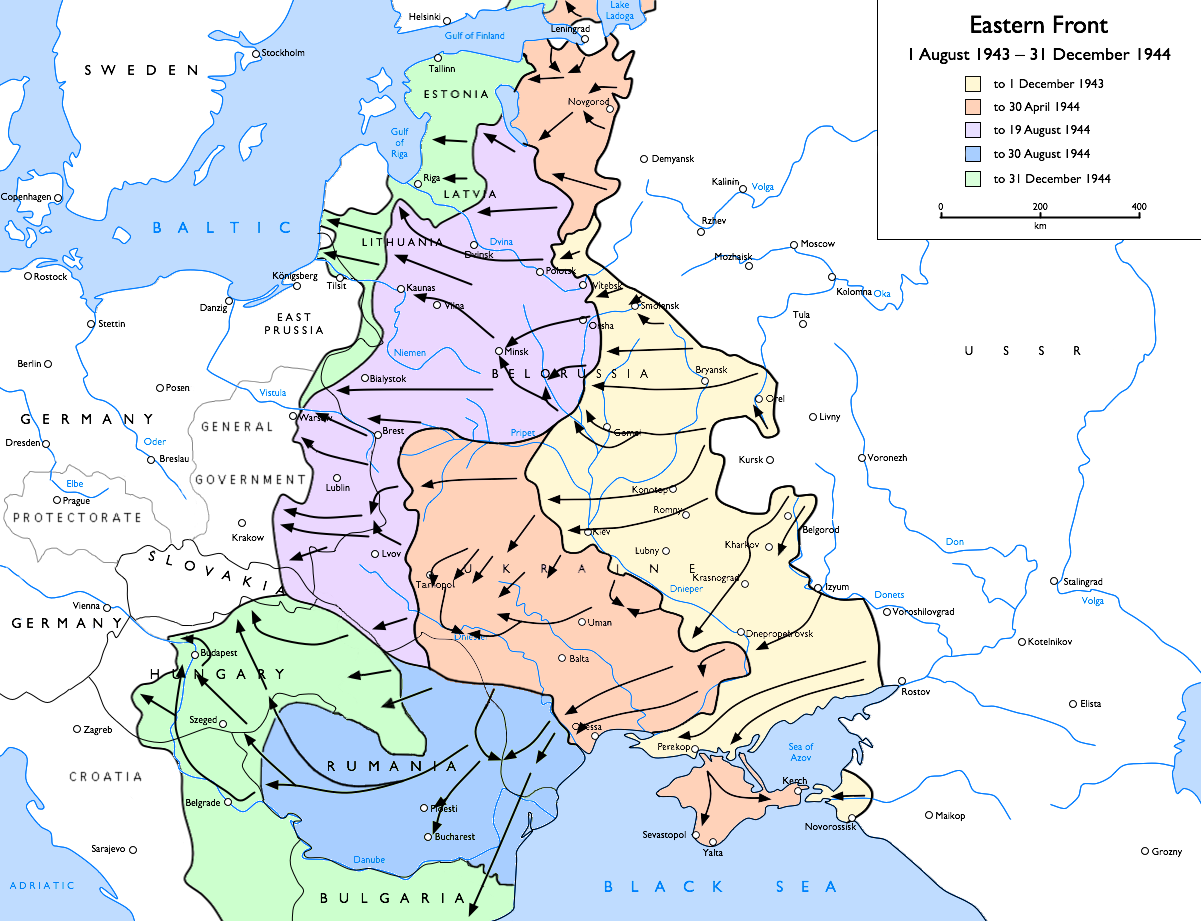
Les offensives soviétiques de l'automne 1943 à décembre 1944.

La campagne de l'été et de l'automne 1944 commence par convention le 1er juin et se termine le 31 décembre 1944. Elle comprend les opérations suivantes :
- offensive Vyborg-Petrozavodsk, du 10 juin au 9 août 1944 :
  - offensive de Vyborg, du 10 au 20 juin ;
  - offensive du Svir-Petrozavodsk[n 16], du 21 juin au 9 août ;
- offensive Pskov-Ostrov, du 17 au 28 juillet 1944 ;
- offensive biélorusse, alias opération « Bagration » (операция «Багратион»), du 23 juin au 29 août 1944 :
  - offensive de Vitebsk-Orcha, du 23 au 28 juin ;
  - offensive de Moguilev, du 23 au 28 juin ;
  - offensive de Bobrouïsk, du 24 au 29 juin ;
  - offensive de Polotsk, du 29 juin au 4 juillet ;
  - offensive de Minsk, du 29 juin au 4 juillet ;
  - offensive de Vilnius, du 5 au 20 juillet ;
  - offensive de Siauliai, du 5 au 31 juillet ;
  - offensive de Bialystock, du 5 au 27 juillet ;
  - offensive de Lublin-Brest, du 18 juillet au 2 août ;
  - offensive de Kaunas, du 28 juillet au 28 août ;
  - offensive d'Osovets, du 6 au 14 août ;
- offensive Madona, du 28 juillet au 28 août 1944 ;
- offensive de Lvov-Sandomir, du 13 juillet au 29 août 1944 :
  - offensive de Lvov, du 13 au 27 juillet ;
  - offensive de Stanislav, du 13 au 27 juillet ;
  - offensive de Sandomir, du 28 juillet au 29 août ;
- seconde offensive de Iassy-Kishinev, du 20 au 29 août 1944[n 17] :
  - offensive de Iassy-Focsani, du 20 au 29 août ;
  - offensive de Chisinau-Izmaïl, du 20 au 29 août ;
- offensive des Carpates orientales, du 8 septembre au 28 octobre 1944 :
  - offensive des Carpates-Dukla, du 8 septembre au 28 octobre ;
  - offensive des Carpates-Oujgorod, du 9 septembre au 28 octobre ;
- offensive balte, du 14 septembre au 24 octobre 1944 :
  - offensive de Riga, du 14 septembre au 21 octobre ;
  - offensive de Tallinn, du 17 au 28 septembre ;
  - débarquement sur Moonsund, du 30 septembre au 24 novembre ;
  - offensive de Memel, du 5 au 22 octobre ;
- offensive de Belgrade, du 28 septembre au 20 octobre 1944 ;
- offensive de Debrecen, du 6 au 28 octobre 1944 ;
- offensive de Petsamo-Kirkenes, du 7 au 29 octobre 1944 ;
- offensive de Budapest, du 29 octobre au 13 février 1945 :
  - offensive Kecskemét-Budapest, du 29 octobre au 10 décembre ;
  - offensive Szolnok-Budapest, du 29 octobre au 10 décembre ;
  - offensive Nyíregyháza-Miskolc, du 1er novembre au 31 décembre ;
  - offensive Esztergom-Komárno, du 20 décembre au 15 janvier ;
  - offensive Székesfehérvár-Esztergom, du 20 décembre au 13 février ;
  - assaut sur Budapest, du 27 décembre au 13 février[11].

#### Campagne d'Europe de 1945

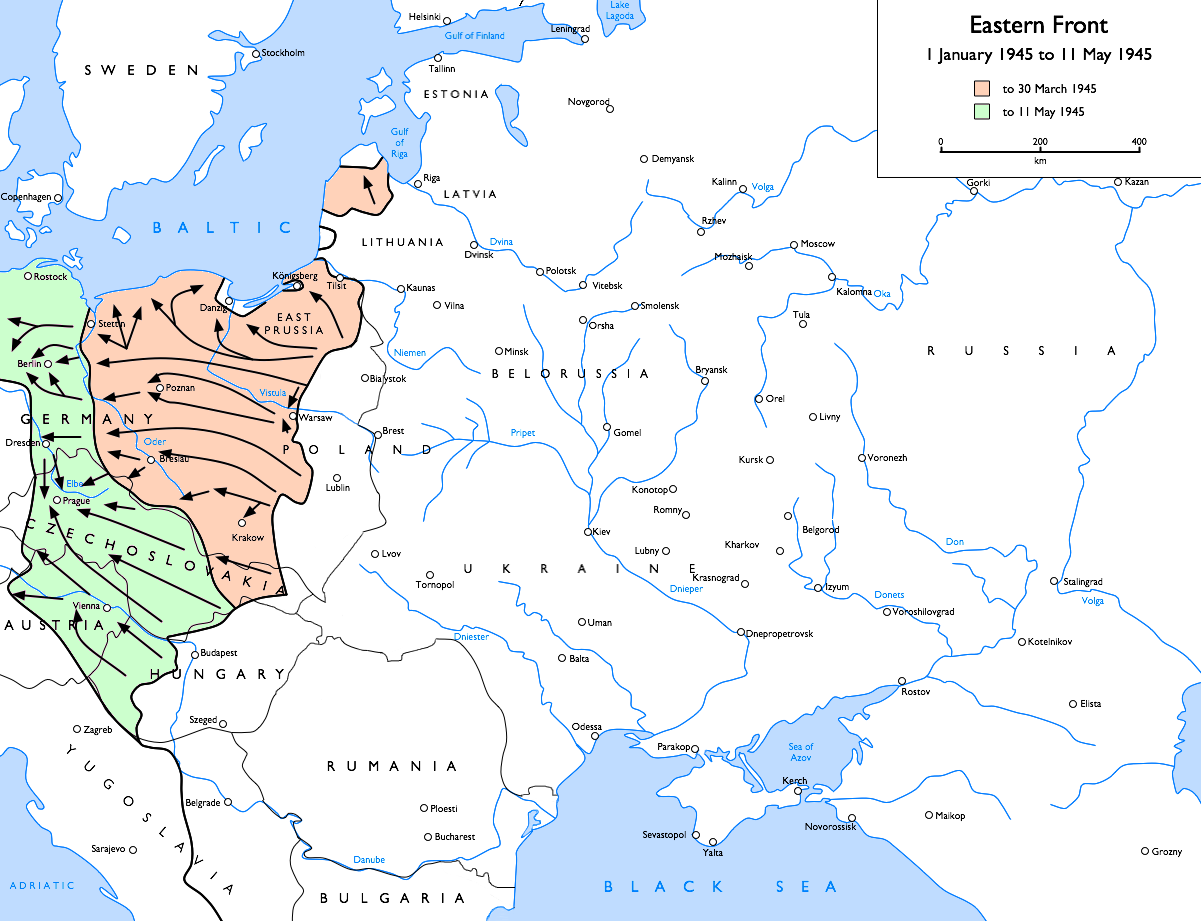
Les offensives soviétiques de 1945 en Europe centrale.

La campagne d'Europe (sous-entendu l'Europe centrale) commence par convention le 1er janvier pour se terminer le 9 mai 1945. Elle comprend les opérations suivantes :
- offensive Vistule-Oder, du 12 janvier au 3 février 1945 :
  - offensive de Varsovie-Posen[n 18], du 14 janvier au 3 février ;
  - offensive de Sandomierz-Silésie[n 19], du 12 janvier au 3 février 1945 ;
- offensive des Carpates occidentales, du 12 janvier au 18 février 1945 :
  - offensive de Košice-Poprad, du 12 28 janvier ;
  - offensive de Velsk, du 29 janvier au 18 février ;
  - offensive de Pleshevets-Breznovsk, du 12 janvier au 18 février ;
- offensive de Prusse-Orientale, du 13 janvier au 25 avril 1945 :
  - offensive Insterburg-Königsberg et Mlawo-Elbing, du 14 au 26 janvier ;
  - offensive Rastenburg-Heilsberg, du 27 janvier au 12 mars
  - offensive de Braunsberg, du 13 au 22 janvier ;
  - assaut de Königsberg, du 6 au 9 avril ;
  - offensive du Samland, du 13 au 25 avril ;
- offensive de Basse-Silésie, du 8 au 24 février 1945 ;
- offensive de Poméranie-Orientale, du 10 février au 4 avril 1945 :
  - offensive de Konitz-Köslin, du 10 février au 6 mars ;
  - offensive de Danzig, du 7 au 31 mars ;
  - offensive d'Arnswalde-Kolberg[n 20], du 1er au 18 mars ;
  - offensive d'Altdamm[n 21], du 18 mars au 4 avril ;
- défense du Balaton, du 6 au 15 mars 1945 ;
- offensive de Moravie-Ostrava, du 10 mars au 5 mai 1945 ;
- offensive de Vienne, du 13 mars au 15 avril 1945 :
  - offensive de Győr, du 13 mars au 4 avril ;
  - offensive de Veszprém, du 16 au 25 mars ;
  - offensive de Sopron-Baden, du 26 mars au 4 avril ;
  - offensive de Nagykanizsa-Körmend, du 26 mars au 4 avril ;
  - assaut sur Vienne, du 4 au 13 avril ;
- offensive de Haute-Silésie, du 15 au 31 mars 1945 ;
- offensive de Bratislava-Brno, du 25 mars au 5 mai 1945 ;
- offensive de Berlin, du 16 avril au 8 mai 1945 :
  - offensive de Stettin-Rostock, du 16 avril au 8 mai ;
  - offensive de Seelow-Berlin[n 22], du 16 avril au 2 mai ;
  - offensive de Cottbus-Potsdam[n 23], du 16 avril au 2 mai ;
  - offensive de Spremberg-Torgau, du 16 avril au 5 mai ;
  - offensive de Brandebourg-Rathenow, du 3  au 8 mai ;
- offensive de Prague, du 6 au 11 mai 1945 :
  - offensive de Dresde-Prague, du 6 au 11 mai ;
  - offensive des Sudètes, du 6 au 11 mai ;
  - offensive d'Olomouc, du 6 au 9 mai ;
  - offensive de Jihlava-Benešov[n 24], du 6 au 11 mai[12].

## Guerre soviéto-japonaise

L'offensive soviétique en Mandchourie en août 1945.

La « guerre contre le Japon » (война с Японией) débute le 8 août 1945 par la déclaration de guerre de l'Union soviétique à l'empire du Japon et se termine le 2 septembre 1945 par la signature de la capitulation japonaise. Elle comprend les opérations suivantes de la « campagne en Extrême-Orient » (кампания на Дальнем Востоке) :
- offensive stratégique en Mandchourie (манчжурская стратегическая наступательная операция), du 9 août au 2 septembre 1945 :
  - opération offensive de Khingan-Mukden, du 9 août au 2 septembre ;
  - opération offensive de Harbin-Jilin, du 9 août au 2 septembre ;
  - opération offensive du Soungari, du 9 août au 2 septembre ;
- opération de Sakhaline-Sud, du 11 au 25 août 1945 ;
- opération amphibie de Seishin, du 13 au 16 août 1945 ;
- opération amphibie des Kouriles, du 18 août au 1er septembre 1945.